# High 'n' Dry
High 'n' Dry este al doilea album al formației britanice de hard rock/heavy metal, Def Leppard. A fost lansat pe data de 6 iulie, 1981, și este una dintre cele mai bune albume de heavy metal. Sunt de amintit piesele Let It Go, Bringin' on the Heartbreak, și High 'n' Dry.